# Batalla de Brovarí
La batalla de Brovarí fue un enfrentamiento militar que comenzó el 9 de marzo de 2022 como parte de la ofensiva de Kiev durante la invasión rusa de Ucrania de 2022. La batalla tiene lugar cerca de la ciudad de Brovarí, que se encuentra al este de la capital de Ucrania, Kiev.

## Batalla
En la noche del 9 de marzo, una columna de vehículos blindados rusos que se acercaba a Brovary fue atacada por las fuerzas ucranianas. Las fuerzas rusas se retiraron, ya que habían perdido una cantidad significativa de personal y equipo. Las autoridades ucranianas afirmaron que el comandante ruso, Andrei Zakharov, murió en el enfrentamiento.
El 12 de marzo, se informó de que las tropas rusas habían desactivado el principal centro de comunicaciones e inteligencia del ejército ucraniano que se encontraba en Brovary. Sin embargo, el alcalde de Brovary, Ihor Sapozhko, declaró: «Estamos listos para ellos».